# 黒田長義
黒田 長義（くろだ ながよし）は、筑前国秋月藩の第11代藩主。第10代藩主・黒田長元の六男。母は黒田長韶の娘・慈海院（慶子）。

## 略伝
兄たちが他家に養子に出ていたため、父の嫡子になった。安政6年（1859年）12月1日、将軍徳川家茂に御目見した。同年12月16日、従五位下・近江守に叙任する。後に甲斐守に改める。万延元年（1860年）8月26日、父の隠居により家督を継いだ。しかし2年後の文久2年（1862年）正月26日、16歳で死去した。嗣子がなく、その死は6月5日まで隠された。跡を弟の長徳が継いだ。

## 系譜
父母
- 黒田長元（父）
- 慶子 - 黒田長韶の娘（母）

養子
- 黒田長徳 - 長元の八男